# 利特爾佩奇山
利特爾佩奇山（英語：Mount Littlepage），是南極洲的山峰，位於維多利亞地的斯科特海岸，處於德威特山和迪爾伯恩山之間，海拔高度超過2,000米，現時由南極條約體系管理。